# José Miguel Pérez
José Miguel Pérez Martínez (Cuenca, 31 augustus 1986) is een triatleet uit Spanje. Hij nam namens zijn vaderland deel aan de Olympische Spelen in Londen. Daar eindigde hij op de 24ste plaats in de eindrangschikking met een tijd van 1:49.53. 

## Palmares

### triatlon
- 2005: 61e WK olympische afstand in Gamagōri - 1:02.17